# Barbagia Rossa
Barbagia Rossa (Barbagia rouge, BarbRo) est le nom d'une ancienne organisation armée d'extrême gauche qui a opéré entre 1978 et 1982 en Sardaigne.

## Histoire

### Formation et actions armées (1978-1981)
Formé sur la base d'une comparaison politique avec les Brigades rouges, BarbRo était principalement composé d'agriculteurs, de bergers, d'ouvriers et d'étudiants. Le projet de Barbagia Rossa était de faire converger les initiatives révolutionnaires sardes en une seule organisation qui se fixait l'objectif de la lutte armée pour le communisme. Les premiers contacts ont été pris par des brigadistes.
Le groupe a réussi à nouer un lien fort avec les Brigades rouges, dont il est parfois devenu un relais pour ses opérations sur l'île, notamment en ce qui concerne les tentatives d'évasion de la prison de sécurité maximale de l'Asinara.
Barbagia Rossa voulait combattre en premier lieu la militarisation croissante de la Sardaigne, qui voyait au cours de ces années une augmentation du nombre de bases militaires sur son territoire. BarbRo mène de nombreuses attaques contre les carabiniers et les casernes de l'armée.
Au cours de ces années, le groupe est responsable de deux attentats meurtriers, ils ont pour victimes Nicolino Zidda et Santo Lanzafame. Le premier était un opérateur de la colonie pénitentiaire agricole de Mamone, près de Nuoro, la revendication de l'action mentionne qu'il a été tué par erreur, la véritable cible de l'embuscade était un carabinier proche de lui. Le second était un officier des carabiniers, tué sur la route de Nuoro à Ortobene le 31 juillet 1981.
Vers 1979, les Brigades rouges établissent des relations plus étroites avec l'organisation sarde afin d'organiser l'évasion de certains prisonniers politiques de la prison spéciale d'Asinara. Deux brigadistes sont envoyés à Cagliari pour créer une colonne sarde des Brigades rouges et transférer l'arsenal des Brigades en Sardaigne. Le 15 février 1980, à Cagliari, ils sont reconnus par une patrouille de police, mais parviennent tous deux à s'échapper.

### Démantèlement (1982)
Le 23 février 1982, dans la campagne de Nuoro, la police a trouvé sur les indications d'Antonio Savasta, devenu pentito après son arrestation, un important entrepôt d'armes des Brigades rouges dont la garde avait été confiée à la Barbagia Rossa.
Les actions de la police mettent fin au groupe dans les premiers mois de 1982, deux membres de BarbRo mourront au cours de celles-ci. Barbagia Rossa n'a opéré qu'en Sardaigne et 28 personnes ont été inculpées pour son action.